# Vrádivka
Vrádivka (en ucraniano: Врадіївка) es un pueblo ucraniano perteneciente al óblast de Mikolaiv. Situado en el sur del país, forma parte del raión de Pervomaisk y es centro del municipio (hromada) homónimo.  

## Toponimia
El nombre de la ciudad en ruso es Vrádievka (en ruso: Врадиевка), y hasta 1964 era conocido como Velika Vrádivka (en ucraniano: Велика Врадіївка).

## Geografía
Vrádivka está situado a orillas del río Kodima, un afluente derecho del Bug Meridional. 

## Historia
El pueblo fue fundado alrededor de 1791 y se nombró en honor del sargento retirado Vradi, que contribuyó al asentamiento del territorio. La población de Velika Vradiivka creció rápidamente debido a los campesinos que huían de la Ucrania de la orilla derecha y de la orilla izquierda, de las provincias centrales del Imperio ruso, así como a los inmigrantes de Moldavia. En 1806, el pueblo tenía 118 hogares con una población de 446 personas. 
En la guerra civil rusa se proclamó la República de Vradivka-Jliborov a principios de junio de 1919, una de las repúblicas campesinas del sur de Ucrania. Los rebeldes tomaron Krive Ozero y Vrádivka, donde anunciaron la creación de la República de Jliborobsk (que duró 2 meses, hasta la captura del territorio por parte de los bolcheviques).
En la década de 1920, Vrádivka pertenecía a la gobernación de Odesa. En 1923, se abolieron los uyezds de la RSS de Ucrania y las gobernaciones se dividieron en ókrugs. En 1923 se fundó el raión de Krive Ozero, que pertenecía al ókrug de Pervomaisk. En 1925, las gobernaciones fueron abolidas y los ókrugs quedaron directamente subordinadas a la República Socialista Soviética de Ucrania. En 1930, se abolieron las okruhas y el 27 de febrero de 1932 se estableció el óblast de Odesa y Vrádivka se incluyó en el óblast de Odesa. Durante el Holodomor (1932-1933), al menos 74 residentes de la aldea murieron y Velika Vradiivka fue incluida en las llamadas tablas negras.
Durante la Segunda Guerra Mundial, Vrádivka estuvo ocupada por fuerzas del Eje entre el 6 de agosto de 1941 y el 29 de marzo de 1944.
El 8 de diciembre de 1966, se estableció el raión de Vrádivka en las tierras que anteriormente pertenecían al raión de Krive Ozero. En 1967, a Vradiivka se le concedió el estatus de asentamiento de tipo urbano.
En junio de 2013, la violación de una residente local por parte de policías provocó disturbios en Vrádivka y en todo el país, El 26 de junio de 2013, dos agentes de policía y un taxista violaron a Irina Krashkova en Vrádivka y luego intentaron matarla. La víctima sobrevivió pero con heridas graves pero las autoridades inicialmente no presentaran cargos contra los perpetradores. Como resultado, el 1 de julio de 2013, cientos de manifestantes furiosos irrumpieron en el departamento de policía del distrito y exigieron el arresto del segundo agente, que fue detenido poco después.
Hasta el 18 de julio de 2020, Vrádivka fue el centro administrativo del raión de Vrádivka. El raión se abolió en julio de 2020 como parte de la reforma administrativa de Ucrania, que redujo el número de riones del óblast de Mikolaiv a cuatro. El área del raión se fusionó con el raión de Pervomaisk.En 2023, Vrádivka perdió el estatus de asentamiento de tipo urbano en la legislación ucraniana debido a la eliminación de este estatus administrativo.

## Demografía
La evolución de la población de Vrádivka entre 1859 y 2022 fue la siguiente:
| 3016                                                          | 7798 | 9126 | 9862 | 10 728 | 10 501 | 9948 | 8669 | 8450 | 8275 | 7956 |
| (Fuente: Cities & Towns of Ukraine y UKRAINE: Größere Städte) |      |      |      |        |        |      |      |      |      |      |

Según el censo de 2001, la lengua materna de la mayoría de los habitantes, el 97,47%, es el ucraniano; del 1,89% es el ruso.

## Infraestructura

### Transportes
La estación de tren de Vrádivka tiene con conexiones con Pervomaisk y Podilsk.